# FIBA Korać Cup
FIBA Korać Cup var en herrbasketturnering för klubblag i Europa, som spelades mellan säsongerna 1971/1972 och 2001/2002. Den rankades som tredje starkaste turnering inom europeisk klubbasket efter FIBA European Champions' Cup (senare Euroleague) och Cupvinnarcupen (senare omdöpt till FIBA Saporta Cup).
Turneringen namngavs efter jugoslaviske spelaren Radivoj Korać, som omkom i en bilolycka utanför Sarajevo 1969. Turneringen skall inte förväxlas med serbiska cupturneringen Radivoj Korać Cup, som under 2000-talet namngivits efter Radivoj Korać. 2011 enades FIBA Europe och Serbiens basketförbund att från 2012 dela ut pokalen till vinnaren av serbiska cupen.

## Vinnare
| Säsong    | Etta                                     | Tvåa                                         | Finalresultat, första mötet | Finalresultat, andra mötet |
| --------- | ---------------------------------------- | -------------------------------------------- | --------------------------- | -------------------------- |
| 1971/1972 | KK Cibona (Lokomotiva Zagreb)            | OKK Beograd                                  | 71–83                       | 94–73                      |
| 1972/1973 | Pallacanestro Cantù (SP Birra Forst)     | BK Mechelen (Maes Pils)                      | 106–75                      | 85–94                      |
| 1973/1974 | Pallacanestro Cantù (SP Birra Forst)     | KK Partizan                                  | 99–86                       | 68–75                      |
| 1974/1975 | Pallacanestro Cantù (SP Birra Forst)     | FC Barcelona                                 | 71–69                       | 110–85                     |
| 1975/1976 | KK Split (Jugoplastika)                  | Auxilium Pallacanestro Torino (Chinamartini) | 97–84                       | 82–82                      |
| 1976/1977 | KK Split (Jugoplastika)                  | Fortitudo Bologna (Alco)                     | 87–84                       | —                          |
| 19771978  | KK Partizan                              | KK Bosna                                     | 117–110 (förlängning)       | —                          |
| 1978/1979 | KK Partizan                              | AMG Sebastiani Rieti (Arrigoni)              | 108–98                      | —                          |
| 1979/1980 | AMG Sebastiani Rieti (Arrigoni)          | KK Cibona                                    | 76–71                       | —                          |
| 1980/1981 | Joventut Badalona                        | Pallacanestro Venezia (Carrera)              | 105–104 (förlängning)       | —                          |
| 1981/1982 | Limoges CSP                              | KK Šibenka                                   | 90–84                       | —                          |
| 1982/1983 | Limoges CSP                              | KK Šibenka                                   | 94–86                       | —                          |
| 1983/1984 | Élan Béarnais Orthez                     | KK Crvena zvezda                             | 97–73                       | —                          |
| 1984/1985 | Olimpia Milano (Simac)                   | Pallacanestro Varese (Ciao Crem)             | 91–78                       | —                          |
| 1985/1986 | Virtus Roma (Banco di Roma)              | Juventus Caserta (Mobilgirgi)                | 84–78                       | 73–72                      |
| 1986/1987 | FC Barcelona                             | Limoges CSP                                  | 106–85                      | 97–86                      |
| 1987/1988 | Real Madrid                              | KK Cibona                                    | 102–89                      | 93–94                      |
| 1988/1989 | KK Partizan                              | Pallacanestro Cantù (Wiwa Vismara)           | 76–89                       | 101–82                     |
| 1989/1990 | Joventut Badalona                        | Victoria Libertas Pesaro (Scavolini)         | 99–98                       | 96–86                      |
| 1990/1991 | Pallacanestro Cantù (Shampoo Clear)      | Real Madrid                                  | 73–71                       | 95–93 (förlängning)        |
| 1991/1992 | Virtus Roma (Messaggero)                 | Victoria Libertas Pesaro (Scavolini)         | 94–94                       | 99–86                      |
| 1992/1993 | Olimpia Milano (Philips)                 | Virtus Roma (Messaggero)                     | 95–90                       | 106–91                     |
| 1993/1994 | PAOK                                     | Pallacanestro Trieste (Stefanel)             | 75–66                       | 100–91                     |
| 1994/1995 | Alba Berlin                              | Olimpia Milano (Stefanel)                    | 87–87                       | 85–79                      |
| 1995/1996 | Efes Pilsen                              | Olimpia Milano (Stefanel)                    | 76–68                       | 70–77                      |
| 1996/1997 | Aris                                     | Tofaş Bursa                                  | 66–77                       | 88–70                      |
| 1997/1998 | Scaligera Basket Verona (Riello Mash J.) | KK Crvena zvezda                             | 68–74                       | 73–64                      |
| 1998/1999 | FC Barcelona                             | Estudiantes (Adecco)                         | 77–93                       | 97–70                      |
| 1999/2000 | Limoges CSP                              | Málaga (Unicaja)                             | 80–58                       | 51–60                      |
| 2000/2001 | Málaga (Unicaja)                         | KK Hemofarm                                  | 69–71                       | 77–47                      |
| 2001/2002 | SLUC Nancy                               | Lokomotiv Rostov                             | 98–72                       | 74–95                      |

### Fotnoter
1. ↑  “Žućkova levica” ponovo u Srbiji;B92, 18 februari 2012
2. ↑  FIBA Korać Cup Finals 1997-98.
3. ↑  FIBA Korać Cup Finals 1998-99.
4. ↑  FIBA Korać Cup Finals 1999-00.